# شينجي (مدينة)
شينجي (بالصينية: 辛集) هي مدينة من مدن الصين.

## وصلات خارجية
- الموقع الرسمي